# 2014년 아시안 게임

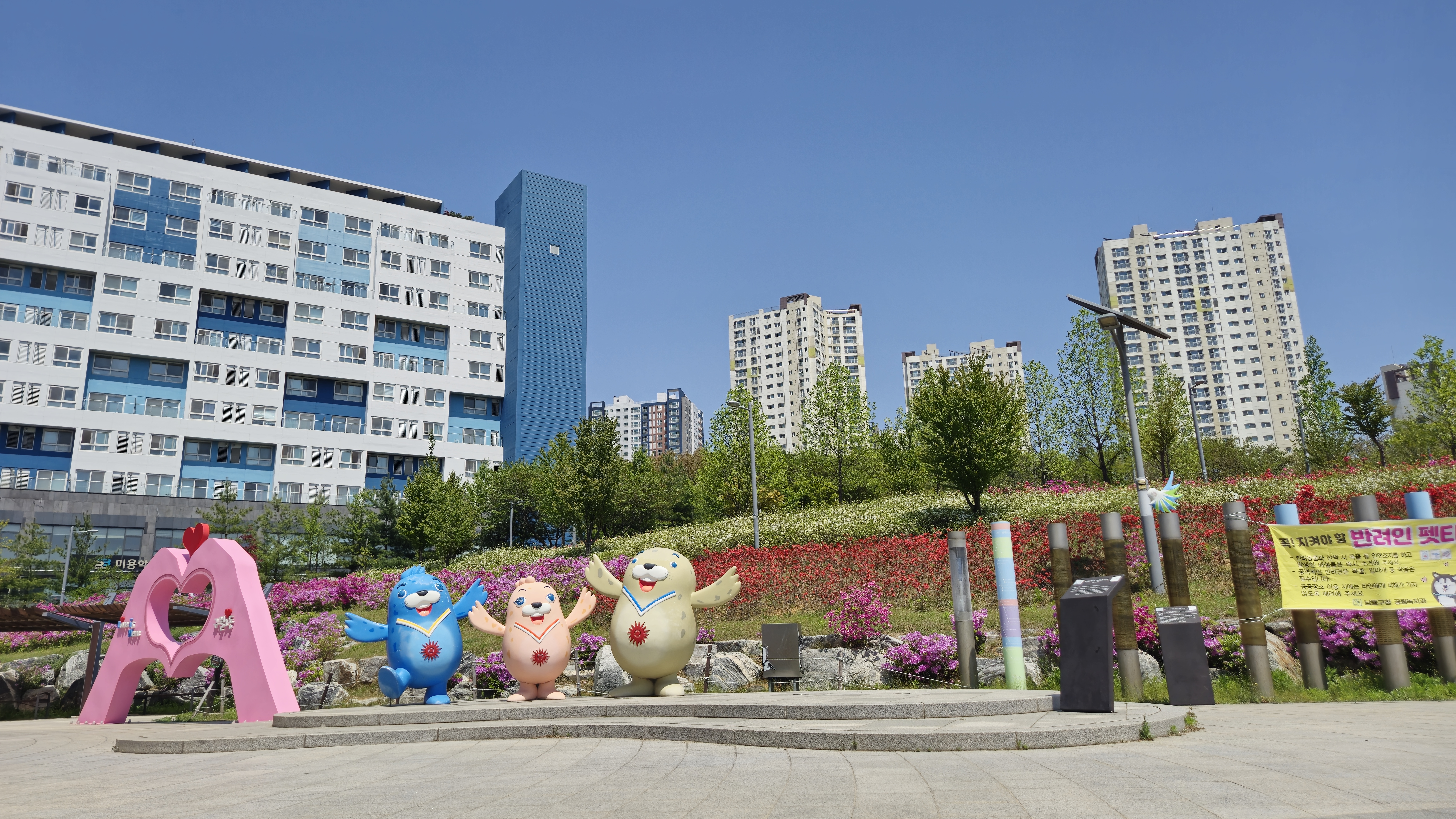
인천아시아드게임 기념광장 만국광장 (구월아시아드근린공원)

제17회 아시안 게임은 2014년 9월 19일에서 10월 4일까지 대한민국 인천광역시에서 열렸다. 총 36종목이 치러졌다. 2007년 4월 17일 쿠웨이트 쿠웨이트시티에서 개최지가 정해졌다. 대한민국에서는 서울(1986년), 부산(2002년)에 이어 세 번째로 개최된 아시안 게임이다.
인천아시안 게임의 개·폐회식 등은 인천광역시 서구 연희동 일원에 위치한 인천아시아드주경기장에서 진행되었다. 또한, 기존에 건립된 문학경기장 등 체육 시설을 이용하거나 신축하여 운영하였다. 일부 종목의 경우 서울특별시와 경기도 부천시, 고양시, 안산시, 충청북도 충주시 등 인근 도시 경기장을 활용하여 운영하였다.
특히, 이 대회는 9,501명의 선수진을 포함한 13,855명의 선수와 임원진이 참가한 역대 아시안게임 사상 최대 규모의 경기였음은 물론, 아시아 올림픽 평의회 (OCA) 45개 회원국이 모두 참가한 대회이기도 했다.

## 개최 도시 선정
2005년 3월 9일, 대한올림픽위원회는 아시안 게임을 대한민국으로 유치하기로 결정하고 4월 25일에는 위원 총회에서 인천광역시를 국내 후보 도시로 선정했다. 이후 6월 23일에는 노무현 정부의 승인을 받았다. 인천광역시는 2006년 6월 29일 OCA에 유치 신청서를 제출하고 그 해 9월부터 본격적인 유치 홍보에 들어갔다.
2006년 12월 2일, 카타르 도하에서 인도 델리와 대한민국 인천 두 도시가 2014년 아시안 게임 후보 도시에 선정되었다.
2007년 4월 17일, 쿠웨이트 쿠웨이트시티에 있는 메리어트 호텔에서 아시아 올림픽 평의회 제26차 총회가 열렸다. 대한민국 인천은 32표의 지지를 얻어 13표에 그친 인도 델리를 따돌리고 2014년 아시안 게임 유치에 성공했다. 당시 인천은 공약으로 'VISION 2014 프로그램'을 통해 아시아 스포츠 약소국에 2000만 달러를 2014년까지 지원하고 숙박비와 항공료를 지원하는 것이었다.
이로써 1986년 서울, 2002년 부산에 이어서 2014년 인천까지 대한민국에서 세번째로 아시안 게임을 치르게 되었다.
| 2014년 아시안 게임 개최지 투표 결과 | 2014년 아시안 게임 개최지 투표 결과 | 2014년 아시안 게임 개최지 투표 결과 |
| 나라                                | 도시                                | 득표                                |
| ----------------------------------- | ----------------------------------- | ----------------------------------- |
| 대한민국                            | 인천                                | 32                                  |
| 인도                                | 뉴델리                              | 13                                  |

## 준비 과정

### 조직
- OCA는 아시아경기대회를 주관하고 행사, 사업, 방송, 수단 등의 제반 권리를 행사하며 아시아 지역의 스포츠를 총괄하는 유일한 기구이다.
- 대한민국 정부는 OCA회원국의 신원이 확인된 사람들에게 자유로운 입국허가를 보증하고 OCA헌장을 준수하며, 국회와 함께 지원정책을 효율적으로 지원하기 위한 지원법 마련 및 지원체제를 구축한다.
- 인천광역시(개최도시)는 대회지원본부를 만들어 대회이용시설 및 대회기반시설 조성을 위한 지원체제를 강화하고, 효율적인 대회개최에 필요한 인력과 재원 등을 확보한다.
- OCA회원국(NOC)은 소속국내에서 아시아경기대회 관련 공식기구가 되며, 대회 참가와 관련된 준비사항을 전달하여야 하고, 정치, 종교, 상업으로부터 완전히 독립적이고 자유로운 위치에 있다.
- IF, AF는 해당 연맹의 경기종목에 관하여 자격규정을 OCA/IOC의 승인을 얻어 작성하며, 조직위원회와 아시아경기대회의 모든 기술 준비사항을 협의 점검한다.
- 조직위원회는 대회개최를 책임지며, OCA의 승인하에 대회개최에 필요한 제반 준비를 하고 승인된 경기종목을 프로그램으로 통합하는 책임을 지고 동시에 예술전시를 감독한다.[6]

### 마케팅

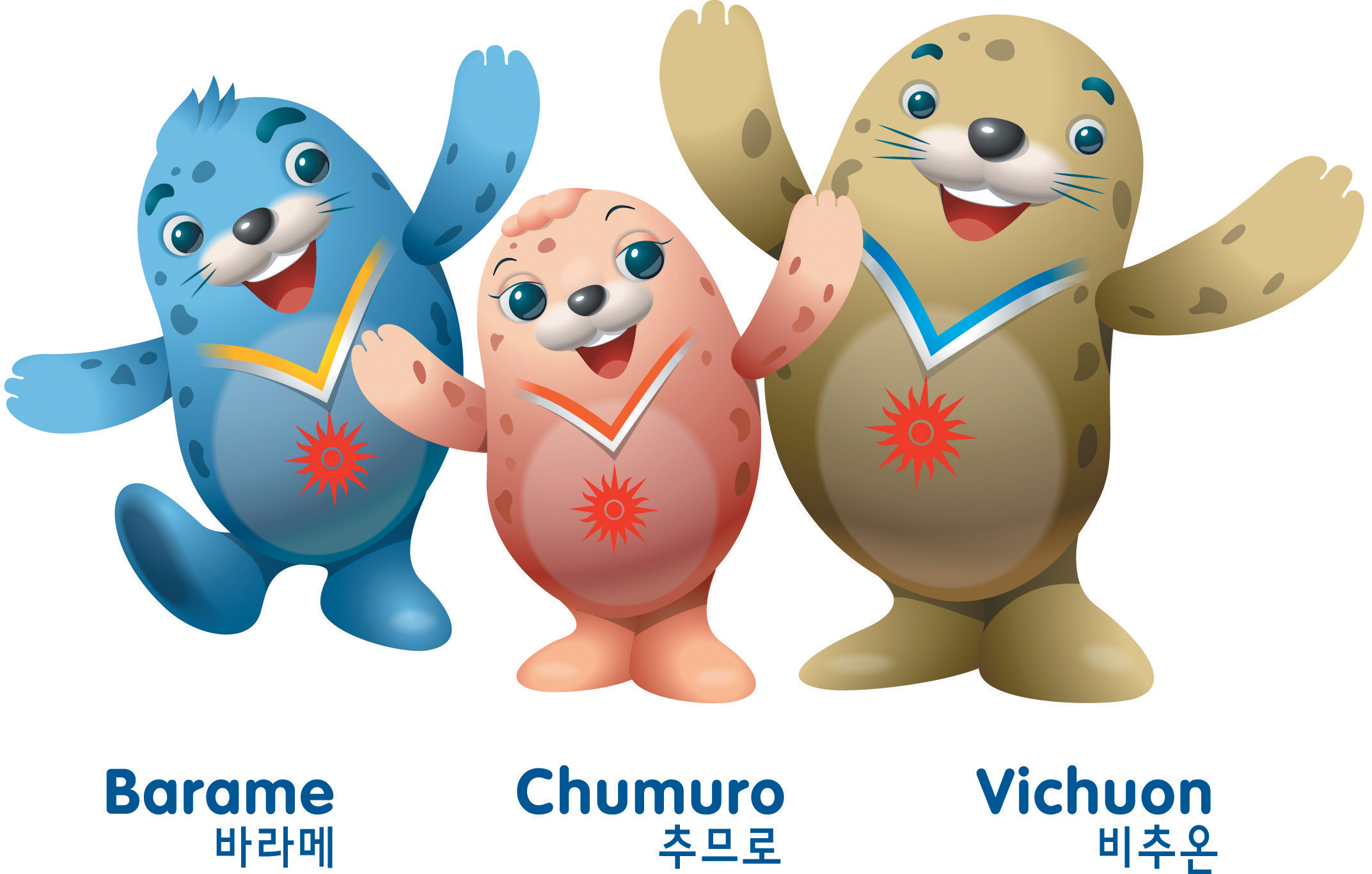
2014 인천아시안게임 공식 마스코트

2014년 아시안 게임의 표어는 '평화의 숨결, 아시아의 미래(Diversity Shines Here)이다. 아시아 각국의 찬란하고 다양한 역사, 문화, 전통, 종교 등을 한자리에서 펼쳐 보이고(빛내고), 우정과 화합을 통하여 인류 평화를 추구하며 아시아가 하나되어 빛나는 아시아의 미래를 만들어 나아가자는 의미가 담겨져 있다.
엠블렘은 Asia의 이니셜 ‘A’를 사람으로 형상화 하여 아시아인들이 서로 손잡고 비행하는 날개의 형상을 역동적으로 표현하였다. 또한 아시아 올림픽 평의회 심볼이자 아시안 게임을 상징하는 빛나는 태양(Bright Sun)을 향해 함께 나아가는 모습은 밝은 미래를 향한 영원한 전진을 상징한다. 이로써 2014년 인천 아시안 게임을 통해 아시아인들의 화합과 우의를 다지고, 아시아를 넘어 전 세계인이 축제에 동참하길 바라는 희망의 메시지를 함축했다. 엠블렘 속 연두색과 하늘색은 인천의 밝은 미래와 희망을 모티브로 삼았다. 연두색은 인천의 성장 및 인간과 자연과의 공존을 상징하고, 하늘색은 인천의 하늘, 바다, 첨단 도시를 상징하고 인천이 세계적인 도시로 나아간다는 의지를 표현하였다. 또 엠블렘 속의 'INCHEON 2014' 서체는 아시아의 관문으로 인천의 역동적이고, 미래지향적인 발전을 상징하는 고딕체와 짙은 파란색으로 표현하였다.
한편 마스코트는 백령도에 서식하는 점박이물범을 모티브로 삼았다.
- 비추온(Vichuon)
- 바라메(Barame)
- 추므로(Chumuro)

공식 포스터는 인천대회 엠블럼의 구성방식과 연계하여 여러 개의 그래픽 모티브들을 조합, 달리는 스포츠맨으로 형상화하였다. 특히 활기찬 운동감과 리듬감을 살려 인천 아시안 게임이 스포츠를 통한 아시아인들의 화합과 평화를 추구하는 축제임을 표현했으며,
경기용 포스터는 올림픽 스포츠의 28개 종목인 라켓종목, 구기종목, 수중종목, 기록종목, 체급(투기)종목 등 5개 유사종목으로 카테고리화하여 디자인해 개발하였다.

## 성화 봉송
2014년 아시안 게임의 성화 봉송의 일정은 2014년 8월 4일 대한민국 인천광역시 연수구 인천평생학습관에서 '인천아시안게임 성화봉송단 발대식'을 가지면서 시작되었다.
8월 9일에는 인도 델리 디안 찬드 국립경기장에서 성화 채화식을 가지면서 본격적인 성화 봉송이 시작되었다. 채화는 제 17회 아시안 게임을 상징하는 17명의 여성 채화단이 오목거울에 태양열을 지피는 방식으로 이루어졌다. 이 채화식에는 김영수 인천아시안게임조직위원장을 비롯해 사르바난다 소노왈 인도 체육부 장관, 라자 란디로 싱 아시아 올림픽 평의회 사무총장, 이준규 인도 주재 한국 대사 등 500여명이 참석했다. 역대 아시안 게임의 성화는 대회 개최국에서 채화했으나, 이번 대회에서는 아시안 게임의 역사성을 강조하는 의미로 1회 대회를 개최했던 델리에서 채화가 이루어졌다. 첫 성화봉송 주자는 인도의 레슬링 선수이자 올림픽 금메달리스트인 수실 쿠마르였으며, 이후 성화는 40여명의 봉송 주자들에 의해 인디아 게이트를 지나 대통령궁까지 봉송되었다.
그 이후 8월 13일에 인천항으로 성화가 들어왔고, 홍보대사 이시영을 시작으로 약 35일간 전국을 돈 뒤 9월 19일 프로야구 SK 소속 김광현이 성화를 들고 인천아시아드주경기장에 도착했고, 개막식이 시작된 후 프로야구 삼성 소속 이승엽이 바통을 이어받아 경기장에 들어섰고, 이후 골프 선수 박인비, 전 스피드 스케이팅 선수 이규혁, 전 농구 선수 박찬숙, 전 테니스 선수 이형택, 그리고 인천광역시 연수구 송도동 소속 배우이자 KBS 슈퍼맨이 돌아왔다에 출연 중이던 송일국이 세계 최초로 세쌍둥이 자녀 송대한, 송민국, 송만세와 함께 성화봉송을 이어받았으며 마지막으로 스포츠 꿈나무로 지목되었던 다이빙 꿈나무 김영호, 리듬 체조 유망주 김주원 어린이와 배우 이영애가 성화에 불을 지펴 46일간의 성화 봉송이 마무리되었다.

## 경기장 및 시설
인천 아시안게임 경기장은 인천 지역의 경기장과 인접지역인 부천, 고양, 안산, 화성 등의 지역으로 분산되어 있으며, 일부는 신축되고 일부는 보수공사를 거쳐 치러졌다. 대회 경기는 인천의 문학지역과 남동지역, 계양지역, 십정(열우물)지역, 선학지역과 경기도 인접지역에서 치렀다.
| 종목         | 경기장                           | 세부종목        | 비고                             |
| ------------ | -------------------------------- | --------------- | -------------------------------- |
| 수영         | 문학박태환수영장                 | 다이빙          |                                  |
| 수영         | 문학박태환수영장                 | 경영            |                                  |
| 수영         | 문학박태환수영장                 | 싱크로나이즈    |                                  |
| 수영         | 드림파크수영장                   | 수구            |                                  |
| 양궁         | 계양아시아드양궁경기장           |                 |                                  |
| 육상         | 인천아시아드주경기장             | 트랙/필드       | 개/폐회식                        |
| 배드민턴     | 계양체육관                       |                 |                                  |
| 야구         | 문학야구장                       |                 |                                  |
| 야구         | 목동야구장                       |                 |                                  |
| 소프트볼     | 송도 LNG 스포츠타운 야구장       |                 |                                  |
| 농구         | 인천삼산월드체육관               |                 |                                  |
| 농구         | 화성종합경기타운 실내체육관      |                 |                                  |
| 볼링         | 안양 호계체육관 볼링장           |                 |                                  |
| 복싱         | 선학체육관                       |                 |                                  |
| 카누         | 미사리조정카누경기장             | 스프린트/슬라럼 |                                  |
| 크리켓       | 연희크리켓경기장                 |                 |                                  |
| 사이클       | 강화 BMX 경기장                  | BMX             |                                  |
| 사이클       | 영종 백운산 MTB 코스             | 마운틴바이크    |                                  |
| 사이클       | 송도 사이클 도로코스             | 도로            |                                  |
| 사이클       | 인천국제벨로드롬                 | 트랙            |                                  |
| 승마         | 드림파크승마장                   |                 |                                  |
| 펜싱         | 고양체육관                       |                 |                                  |
| 축구         | 인천문학경기장                   |                 |                                  |
| 축구         | 인천축구전용경기장               |                 |                                  |
| 축구         | 남동아시아드럭비경기장           |                 |                                  |
| 축구         | 고양종합운동장                   |                 |                                  |
| 축구         | 안산와스타디움                   |                 |                                  |
| 축구         | 화성종합경기타운                 |                 |                                  |
| 골프         | 드림파크컨트리클럽               |                 |                                  |
| 체조         | 남동체육관                       |                 |                                  |
| 핸드볼       | 선학핸드볼경기장                 | 남자부          | 임시/선학국제빙상경기장으로 변경 |
| 핸드볼       | 수원실내체육관                   | 여자부          |                                  |
| 하키         | 선학하키경기장                   |                 |                                  |
| 유도         | 도원체육관                       |                 |                                  |
| 카바디       | 송도글로벌캠퍼스체육관           |                 |                                  |
| 공수도       | 계양체육관                       |                 |                                  |
| 근대5종      | 드림파크복합코스                 | 육상/사격/펜싱  |                                  |
| 근대5종      | 드림파크수영장                   | 수영            |                                  |
| 근대5종      | 드림파크승마장                   | 승마            |                                  |
| 조정         | 충주 탄금호국제조정경기장        |                 |                                  |
| 럭비         | 남동아시아드럭비경기장           |                 |                                  |
| 요트         | 왕산요트경기장                   |                 |                                  |
| 세팍타크로   | 부천실내체육관                   |                 |                                  |
| 사격         | 경기도종합사격장                 |                 |                                  |
| 스쿼시       | 열우물스쿼시경기장               |                 |                                  |
| 탁구         | 수원실내체육관                   |                 |                                  |
| 태권도       | 강화고인돌체육관                 |                 |                                  |
| 테니스       | 열우물테니스경기장               |                 |                                  |
| 정구         | 열우물테니스경기장               |                 |                                  |
| 트라이애슬론 | 송도센트럴공원                   |                 |                                  |
| 비치발리볼   | 송도글로벌대학 비치발리볼 경기장 |                 | 임시                             |
| 배구         | 송림체육관                       |                 |                                  |
| 배구         | 안산상록수체육관                 |                 |                                  |
| 역도         | 송도달빛축제정원 역도경기장      |                 | 임시                             |
| 레슬링       | 도원체육관                       |                 |                                  |
| 우슈         | 강화고인돌체육관                 |                 |                                  |

### 선수촌 및 미디어촌
선수촌의 명칭은 구월 아시아드 선수촌이며, 대한민국 인천광역시 남동구 구월동에 위치하고 있다. 시행사는 인천도시공사이며 시공사는 울트라건설, 신일건설이다.
선수촌은 1단지는 511세대의 7개동, 2단지는 636세대의 8개동, 5단지는 782세대의 7개동, 6단지는 602세대의 7개동, 8단지는 768세대의 8개동으로 구성되어 있으며, 층수는 9층 ~ 29층으로 구성되어 있다.
이 대회에 참가하는 아시아 45개국의 선수들을 위해 숙박 시설로 사용된 뒤 2015년 6월에 분양하였다.

## 대회 진행

### 참가국
다음은 2014년 아시안 게임의 참가국 목록이다. 괄호 안의 숫자는 각 선수단의 규모이다. OCA 모든 45개 회원국이 참가하였다.
| 참가국 목록 | 참가국 목록 | 참가국 목록 | 참가국 목록 |
| --- | --- | --- | --- |
| \| - 네팔 (204) - 대한민국 (831)[14] (개최국) - 동티모르 (33) - 라오스 (102) - 레바논 (41) - 마카오 (135) - 말레이시아 (277) - 몰디브 (142) - 몽골 (234) - 미얀마 (64) - 바레인 (69) - 방글라데시 (136) \| - 베트남 (199)[15] - 부탄 (16) - 브루나이 (11) - 사우디아라비아 (202) - 스리랑카 (80) - 시리아 (30) - 싱가포르 (227)[16] - 아랍에미리트 (85) - 아프가니스탄 (69) - 예멘 (34) - 오만 (93) - 요르단 (97) \| - 우즈베키스탄 (291) - 이라크 (63) - 이란 (276) - 인도 (516)[17] - 인도네시아 (188)[18] - 일본 (717)[14] - 조선민주주의인민공화국 (150)[19] - 중화인민공화국 (899)[14] - 중화 타이베이 (420) - 카자흐스탄 (415) - 카타르 (251) - 캄보디아 (20) \| - 쿠웨이트 (258) - 키르기스스탄 (117) - 타지키스탄 (92) - 태국 (518) - 투르크메니스탄 (80) - 파키스탄 (196)[20] - 팔레스타인 (56) - 필리핀 (150) - 홍콩 (476) \| | | | |
| - 네팔 (204) - 대한민국 (831) (개최국) - 동티모르 (33) - 라오스 (102) - 레바논 (41) - 마카오 (135) - 말레이시아 (277) - 몰디브 (142) - 몽골 (234) - 미얀마 (64) - 바레인 (69) - 방글라데시 (136) | - 베트남 (199) - 부탄 (16) - 브루나이 (11) - 사우디아라비아 (202) - 스리랑카 (80) - 시리아 (30) - 싱가포르 (227) - 아랍에미리트 (85) - 아프가니스탄 (69) - 예멘 (34) - 오만 (93) - 요르단 (97) | - 우즈베키스탄 (291) - 이라크 (63) - 이란 (276) - 인도 (516) - 인도네시아 (188) - 일본 (717) - 조선민주주의인민공화국 (150) - 중화인민공화국 (899) - 중화 타이베이 (420) - 카자흐스탄 (415) - 카타르 (251) - 캄보디아 (20) | - 쿠웨이트 (258) - 키르기스스탄 (117) - 타지키스탄 (92) - 태국 (518) - 투르크메니스탄 (80) - 파키스탄 (196) - 팔레스타인 (56) - 필리핀 (150) - 홍콩 (476) |

### 개최 종목
2014년 아시안 게임에서는 올림픽 종목 28개, 비올림픽 종목 8개를 합쳐 총 36개 분야의 경기가 열렸다. 세부종목은 2011년 7월 13일 도쿄에서 열린 OCA 제58차 집행위원회에서 승인되어 다음날인 7월 14일 개최된 제30차 OCA 총회에서 비준되었다. 소프트볼과 정구, 양궁 컴파운드, 트라이애슬론 혼성계주 종목이 각각 야구, 테니스, 양궁, 트라이애슬론의 세부종목으로 편입되었다. 이 대회부터 인라인롤러와 보드게임(체스, 바둑 등), 당구, 댄스스포츠, 용선은 정식 종목에서 제외되었다.
각 종목은 다음과 같다.
| - 공수도 - 골프 - 근대5종 - 농구 - 럭비 - 레슬링 - 배구 - 복싱 - 볼링 - 배드민턴 - 비치발리볼 - 사격 - 사이클 - 도로 - 트랙 - 산악 - BMX - 세팍타크로 | - 수영 - 다이빙 - 수구 - 수영 - 싱크로나이즈 - 스쿼시 - 승마 - 야구 - 소프트볼 - 야구 - 양궁 - 역도 - 요트 - 우슈 - 유도 - 육상 - 정구 - 조정 | - 체조 - 기계체조 - 리듬체조 - 트램펄린 - 축구 - 카누 - 슬라럼 - 스프린트 - 카바디 - 크리켓 - 탁구 - 태권도 - 테니스 - 트라이애슬론 - 펜싱 - 하키 - 핸드볼 |

### 일정
다음은 2014년 아시안 게임의 일정표이다. 파란색 상자는 그 날의 예선 경기를 나타내고, 노란색 상자는 그 날 열리는 종목의 순위 결정전을 나타낸다. 숫자는 그 날에 치러지는 결승전의 수를 나타낸다. 일정표 왼편에는 각 종목명을, 오른편에는 메달 수를 표시했다. 각 종목 문서를 참고하면 상세한 경기 일정을 알 수 있다.
| OC | 개회식 | ● | 예선 경기 | 1 | 순위 결정전 | CC | 폐회식 |

| 2014년 9월 / 10월   | 14 일 | 15 월 | 16 화 | 17 수 | 18 목 | 19 금 | 20 토 | 21 일 | 22 월 | 23 화 | 24 수 | 25 목 | 26 금 | 27 토 | 28 일 | 29 월 | 30 화 | 1 수 | 2 목 | 3 금 | 4 토 | 금메달 수 |
| ------------------- | ----- | ----- | ----- | ----- | ----- | ----- | ----- | ----- | ----- | ----- | ----- | ----- | ----- | ----- | ----- | ----- | ----- | ---- | ---- | ---- | ---- | --------- |
| 수영 - 다이빙       |       |       |       |       |       |       |       |       |       |       |       |       |       |       |       | 2     | 2     | 2    | 2    | 2    |      | 10        |
| 수영 - 경영         |       |       |       |       |       |       |       | 6     | 6     | 7     | 7     | 6     | 6     |       |       |       |       |      |      |      |      | 38        |
| 수영 - 싱크로나이즈 |       |       |       |       |       |       | 1     | ●     | 1     | 1     |       |       |       |       |       |       |       |      |      |      |      | 3         |
| 수영 - 수구         |       |       |       |       |       |       | ●     | ●     | ●     | 1     | ●     | ●     | ●     | ●     | ●     | ●     | ●     | 1    |      |      |      | 2         |
| 양궁                |       |       |       |       |       |       |       |       |       | ●     | ●     | ●     | ●     | 4     | 4     |       |       |      |      |      |      | 8         |
| 육상                |       |       |       |       |       |       |       |       |       |       |       |       |       | 5     | 8     | 7     | 4     | 11   | 11   | 1    |      | 47        |
| 배드민턴            |       |       |       |       |       |       | ●     | ●     | 1     | 1     | ●     | ●     | ●     | 1     | 2     | 2     |       |      |      |      |      | 7         |
| 야구                |       |       |       |       |       |       |       | ●     | ●     | ●     | ●     | ●     |       | ●     | 1     |       |       |      |      |      |      | 1         |
| 야구 - 소프트볼     |       |       |       |       |       |       |       |       |       |       |       |       |       | ●     | ●     | ●     |       | ●    | 1    |      |      | 1         |
| 농구                |       |       |       |       |       |       | ●     | ●     | ●     | ●     | ●     | ●     | ●     | ●     | ●     | ●     |       | ●    | 1    | 1    |      | 2         |
| 볼링                |       |       |       |       |       |       |       |       |       | 1     | 1     | 1     | 1     | ●     | 2     | ●     | 4     | ●    | 2    |      |      | 12        |
| 복싱                |       |       |       |       |       |       |       |       |       | ●     | ●     | ●     | ●     | ●     | ●     | ●     | ●     | 3    | ●    | 10   |      | 13        |
| 카누 - 슬라롬       |       |       |       |       |       |       |       |       |       |       |       |       |       |       |       |       |       | ●    | 4    |      |      | 4         |
| 카누 - 스프린트     |       |       |       |       |       |       |       |       |       |       |       |       |       | ●     | ●     | 12    |       |      |      |      |      | 12        |
| 크리켓              |       |       |       |       |       |       | ●     | ●     | ●     | ●     | ●     | ●     | 1     | ●     | ●     | ●     | ●     | ●    | ●    | 1    |      | 2         |
| 사이클 - BMX        |       |       |       |       |       |       |       |       |       |       |       |       |       |       |       |       |       | 2    |      |      |      | 2         |
| 사이클 - 산악       |       |       |       |       |       |       |       |       |       |       |       |       |       |       |       |       | 2     |      |      |      |      | 2         |
| 사이클 - 도로       |       |       |       |       |       |       |       |       |       |       |       |       |       | 2     | 1     | 1     |       |      |      |      |      | 4         |
| 사이클 - 트랙       |       |       |       |       |       |       | 2     | 2     | 1     | 1     | 1     | 3     |       |       |       |       |       |      |      |      |      | 10        |
| 승마                |       |       |       |       |       |       | 1     | ●     |       | 1     | ●     | ●     | 2     |       | 1     |       | 1     |      |      |      |      | 6         |
| 펜싱                |       |       |       |       |       |       | 2     | 2     | 2     | 2     | 2     | 2     |       |       |       |       |       |      |      |      |      | 12        |
| 축구                | ●     | ●     | ●     | ●     | ●     |       | ●     | ●     | ●     | ●     | ●     | ●     | ●     | ●     | ●     |       | ●     | 1    | 1    |      |      | 2         |
| 골프                |       |       |       |       |       |       |       |       |       |       |       | ●     | ●     | ●     | 4     |       |       |      |      |      |      | 4         |
| 체조 - 기계체조     |       |       |       |       |       |       |       | 1     | 1     | 2     | 5     | 5     |       |       |       |       |       |      |      |      |      | 14        |
| 체조 - 리듬체조     |       |       |       |       |       |       |       |       |       |       |       |       |       |       |       |       |       | 1    | 1    |      |      | 2         |
| 체조 - 트램펄린     |       |       |       |       |       |       |       |       |       |       |       |       | 2     |       |       |       |       |      |      |      |      | 2         |
| 핸드볼              |       |       |       |       |       |       | ●     | ●     | ●     |       | ●     | ●     | ●     |       | ●     | ●     | ●     | 1    | 1    |      |      | 2         |
| 하키                |       |       |       |       |       |       | ●     | ●     | ●     | ●     | ●     | ●     | ●     | ●     |       | ●     | ●     | 1    | 1    |      |      | 2         |
| 유도                |       |       |       |       |       |       | 4     | 5     | 5     | 2     |       |       |       |       |       |       |       |      |      |      |      | 16        |
| 카바디              |       |       |       |       |       |       |       |       |       |       |       |       |       |       | ●     | ●     | ●     | ●    | ●    | 2    |      | 2         |
| 공수도              |       |       |       |       |       |       |       |       |       |       |       |       |       |       |       |       |       |      | 5    | 5    | 3    | 13        |
| 근대5종             |       |       |       |       |       |       |       |       |       |       |       |       |       |       |       |       |       |      | 2    | 2    |      | 4         |
| 조정                |       |       |       |       |       |       | ●     | ●     | ●     | ●     | 7     | 7     |       |       |       |       |       |      |      |      |      | 14        |
| 럭비                |       |       |       |       |       |       |       |       |       |       |       |       |       |       |       |       | ●     | ●    | 2    |      |      | 2         |
| 요트                |       |       |       |       |       |       |       |       |       |       | ●     | ●     | ●     | ●     | ●     | ●     | ●     | 14   |      |      |      | 14        |
| 세팍타크로          |       |       |       |       |       |       | ●     | ●     | 2     | ●     | ●     | ●     | ●     | ●     | 2     | ●     | ●     | ●    | ●    | 2    |      | 6         |
| 사격                |       |       |       |       |       |       | 4     | 4     | 4     | 4     | 4     | 10    | 6     | 6     |       | ●     | 2     |      |      |      |      | 44        |
| 스쿼시              |       |       |       |       |       |       | ●     | ●     | ●     | 2     | ●     | ●     | ●     | 2     |       |       |       |      |      |      |      | 4         |
| 탁구                |       |       |       |       |       |       |       |       |       |       |       |       |       | ●     | ●     | ●     | 2     | ●    | ●    | 3    | 2    | 7         |
| 태권도              |       |       |       |       |       |       |       |       |       |       |       |       |       |       |       |       | 4     | 4    | 4    | 4    |      | 16        |
| 테니스              |       |       |       |       |       |       | ●     | ●     | ●     | ●     | 2     | ●     | ●     | ●     | ●     | 3     | 2     |      |      |      |      | 7         |
| 테니스 - 정구       |       |       |       |       |       |       |       |       |       |       |       |       |       |       |       | ●     | 2     | 1    | 2    | ●    | 2    | 7         |
| 트라이애슬론        |       |       |       |       |       |       |       |       |       |       |       | 2     | 1     |       |       |       |       |      |      |      |      | 3         |
| 비치발리볼          |       |       |       |       |       |       | ●     | ●     | ●     | ●     | ●     | ●     | ●     | ●     | 1     | 1     |       |      |      |      |      | 2         |
| 배구                |       |       |       |       |       |       | ●     | ●     | ●     | ●     | ●     | ●     | ●     | ●     | ●     | ●     | ●     | ●    | 1    | 1    |      | 2         |
| 역도                |       |       |       |       |       |       | 2     | 2     | 2     | 2     | 2     | 2     | 3     |       |       |       |       |      |      |      |      | 15        |
| 레슬링              |       |       |       |       |       |       |       |       |       |       |       |       |       | 4     | 4     | 4     | 4     | 4    |      |      |      | 20        |
| 우슈                |       |       |       |       |       |       | 2     | 2     | 2     | 2     | 7     |       |       |       |       |       |       |      |      |      |      | 15        |
| 개 / 폐회식         |       |       |       |       |       | OC    |       |       |       |       |       |       |       |       |       |       |       |      |      |      | CC   |           |
| 총 금메달 수        |       |       |       |       |       |       | 18    | 24    | 27    | 29    | 38    | 38    | 22    | 24    | 30    | 32    | 29    | 46   | 41   | 34   | 7    | 439       |
| 누적 금메달 수      |       |       |       |       |       |       | 18    | 42    | 69    | 98    | 136   | 174   | 196   | 220   | 250   | 282   | 311   | 357  | 398  | 432  | 439  |           |
| 2014년 9월 / 10월   | 14 일 | 15 월 | 16 화 | 17 수 | 18 목 | 19 금 | 20 토 | 21 일 | 22 월 | 23 화 | 24 수 | 25 목 | 26 금 | 27 토 | 28 일 | 29 월 | 30 화 | 1 수 | 2 목 | 3 금 | 4 토 | 금메달 수 |

## 메달 집계
| 순위 | 국가                   | 금메달 | 은메달 | 동메달 | 합계 |
| ---- | ---------------------- | ------ | ------ | ------ | ---- |
| 1    | 중화인민공화국         | 151    | 109    | 85     | 345  |
| 2    | 대한민국               | 79     | 70     | 79     | 228  |
| 3    | 일본                   | 47     | 77     | 76     | 200  |
| 4    | 카자흐스탄             | 28     | 23     | 33     | 84   |
| 5    | 이란                   | 21     | 18     | 18     | 57   |
| 6    | 태국                   | 12     | 7      | 28     | 47   |
| 7    | 인도                   | 11     | 15     | 36     | 62   |
| 8    | 조선민주주의인민공화국 | 11     | 11     | 14     | 36   |
| 9    | 중화 타이베이          | 10     | 18     | 23     | 51   |
| 10   | 카타르                 | 10     | 0      | 4      | 14   |

## 방송
- 대한민국 - KBS 1TV, KBS 2TV, KBS 24시 뉴스, MBC TV, SBS TV
- 중국 - CCTV
- 일본 - NHK, JNN, TBS

## 사건 및 사고

### 대회 전반
- 개막식과 폐막식에서 케이팝 콘서트를 연상케하는 훌륭한 공연을 선보였다.
- 폐막식에 인도네시아가 선보인 축하공연이 호평을 받았고, 톱스타 빅뱅의 축하공연 부분에서 중계가 끊기는 바람에 현장 관람객들은 즐거움을 만끽하였다.
- 경기장, 선수촌을 비롯하여 시설이 부족한 문제가 있었음에도 선수들과 운영관계자들의 양해로 슬기롭게 극복하였다.
- 자원봉사자들과 운영위원들이 맡은 바 일을 헌신적으로 담당하여 타에 귀감이 되었다.
- 국제대회 때마다 반복되어 오던 과도한 중복중계가 줄었고 재방송 위주로 틀어주던 스포츠 채널에서도 생방송 편성을 시작하였다. 하지만, 일부 인기종목은 시청자들의 큰 관심과 기대에 부응하기 위해 중복중계가 필수였였고 메달에 실패하여 관심 밖으로 밀려난 종목은 시청자의 관심도 허락을 참작하여 부득이 중계를 다할 수 없었다.
- 권경상 사무총장은 대회 브리핑에서 '인천 아시안 게임이 17번의 아시안 게임 중 가장 진행이 잘 되고 있는 대회'라고 하며 자원봉사자들과 운영위원들을 치하하였다.

### 판정 논란
- 2014년에 아시아 랭킹 1위를 기록했던 인도의 복싱 선수인 라이쉬람 사리타 데비는 복싱 여자 라이트급(60kg) 4강전에서 대한민국의 박진아 선수와의 경기에서 판정패 한 후 동메달을 획득했다. 이후 시상식에서 박진아 선수에게 자신이 받은 동메달을 걸어 준 후 한국과 심판진에게 편파판정에 대한 불만을 터뜨리며 퇴장했다. 박진아 선수는 동메달을 데비 선수에게 돌려주려 했으나 데비 선수가 이를 거부했고, 시상대의 3위 자리에 동메달을 놓은 후 퇴장했다.[24]

### 도핑 적발
- 말레이시아의 우슈 선수 타이초쉔은 우슈 여자 남권·남도 종목에서 금메달을 따냈지만 금지 약물인 시부트라민을 복용한 것으로 드러나 금메달을 박탈당하였다. 말레이시아는 이 같은 결정에 항의했다.[25]
- 중국의 해머던지기 선수 장원슈는 육상 여자 해머던지기에서 금메달을 땄으나 금지 약물인 제라놀을 복용한 것으로 드러나 금메달을 박탈당하였다.
- 대한민국의 수영 선수 박태환은 남자 수영 종목 100m 자유형에서 은메달을, 남자 200m 자유형, 남자 400m 자유형, 남자 400m 계영, 남자 800m 자유형, 남자 400m 혼계영에서 동메달을 획득하였으나 대회 이전에 스테로이드 계열의 금지 약물인 네비도를 투약한 것이 확인되어 모든 메달이 박탈되었다.

### 기타 사건
- 일본의 수영 선수 도미타 나오야는 경기 직후 취재석에 있던 기자의 카메라를 몰래 훔친 사실이 적발되어 물의를 일으켰으며, 대회 이후 기소되어 벌금형을 선고받았다.
- 대한민국의 승마 선수 정유연[26]은 승마 마장마술 단체전에서 금메달을 획득하였으나, 대회 참가 이전부터 박근혜 대통령의 측근으로 알려진 정윤회와 최순실 부부의 딸이라는 점에서 많은 특혜 논란이 있었고, 대회 이후에도 여러 특혜 논란이 있었다. 이 논란은 이후 박근혜-최순실 게이트로 이어지게 된다.

## 마스코트

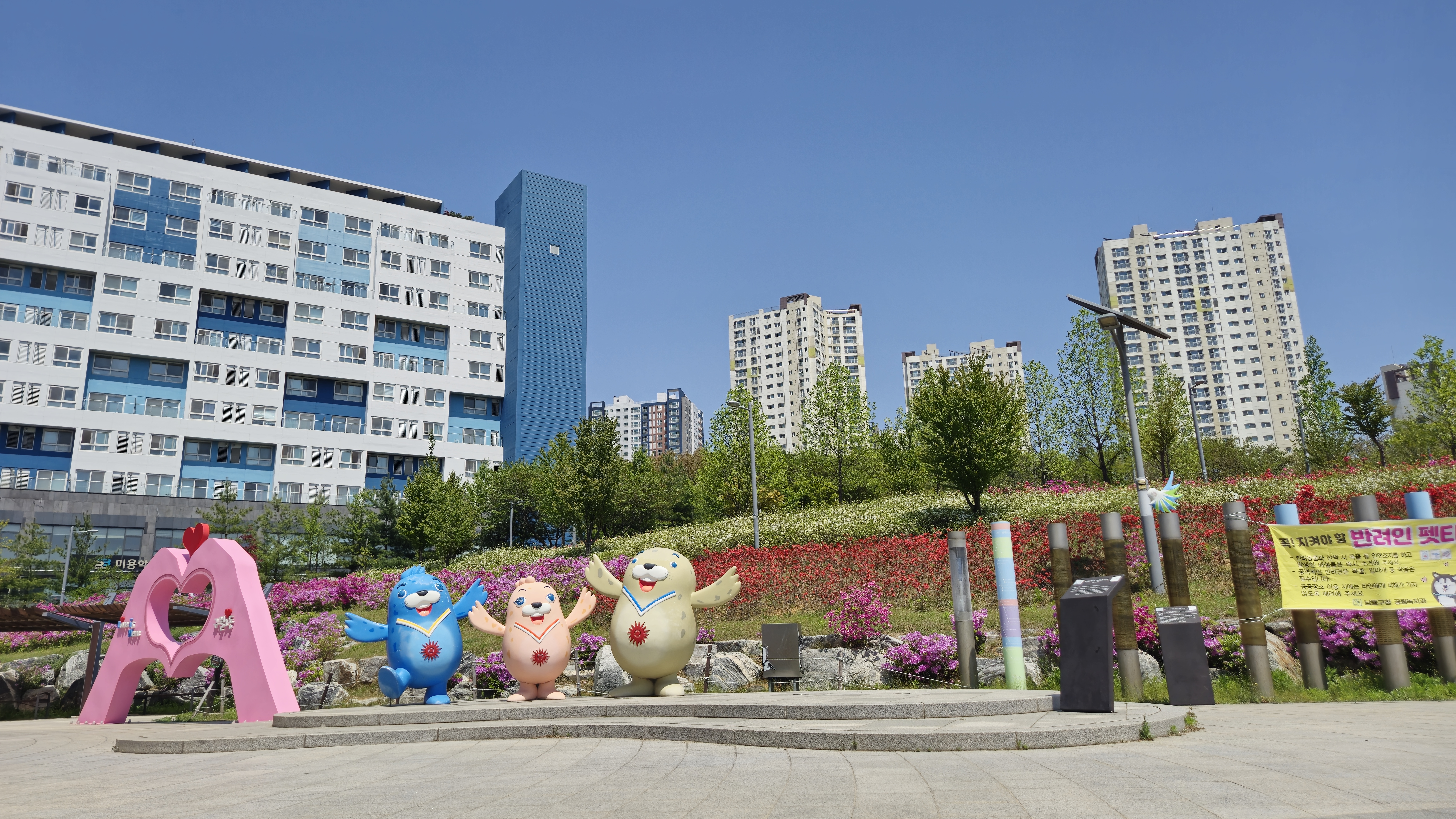
구월아시아드선수촌근린공원
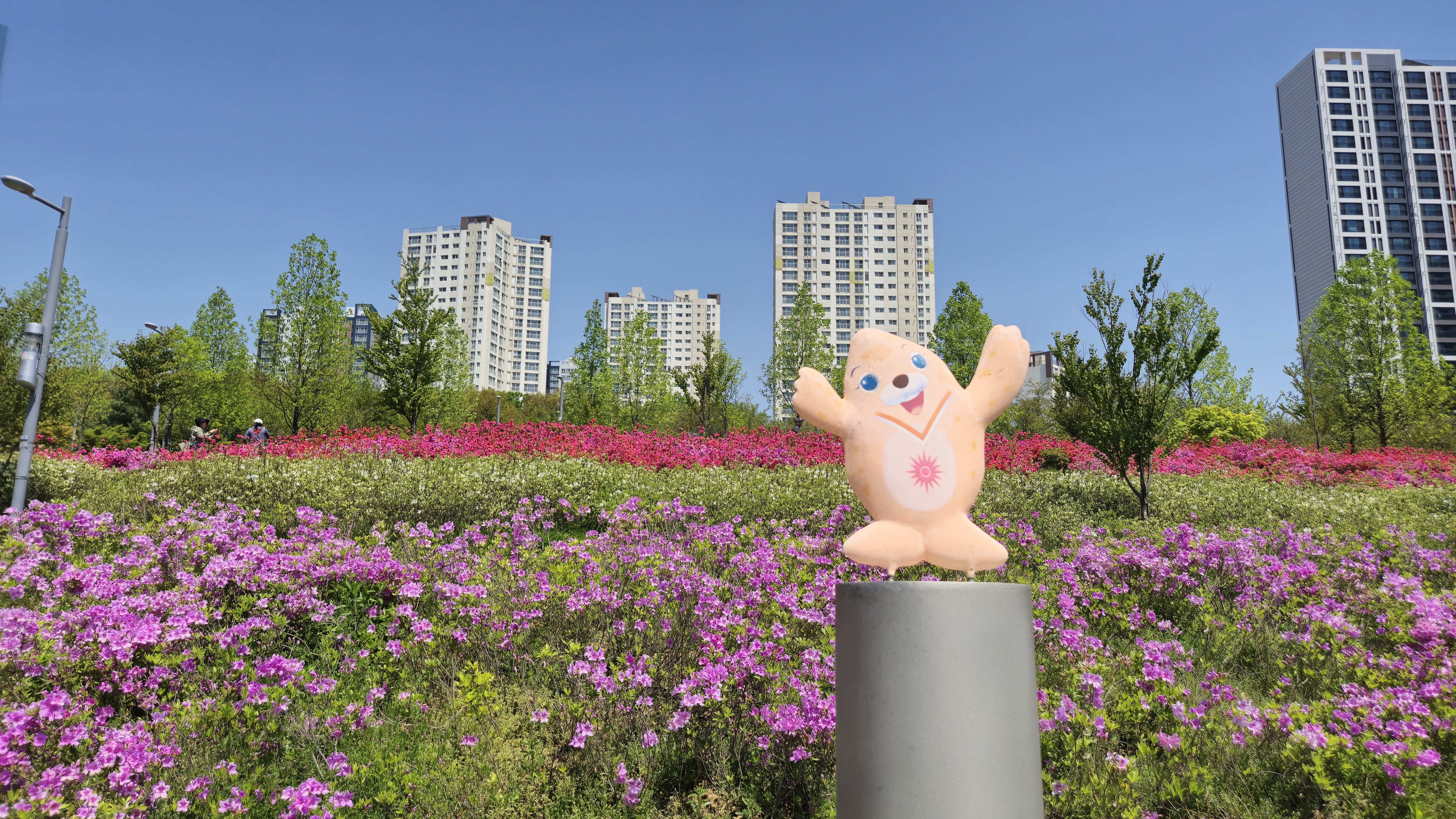
마스코트 추므로(구월아시아드선수촌근린공원)
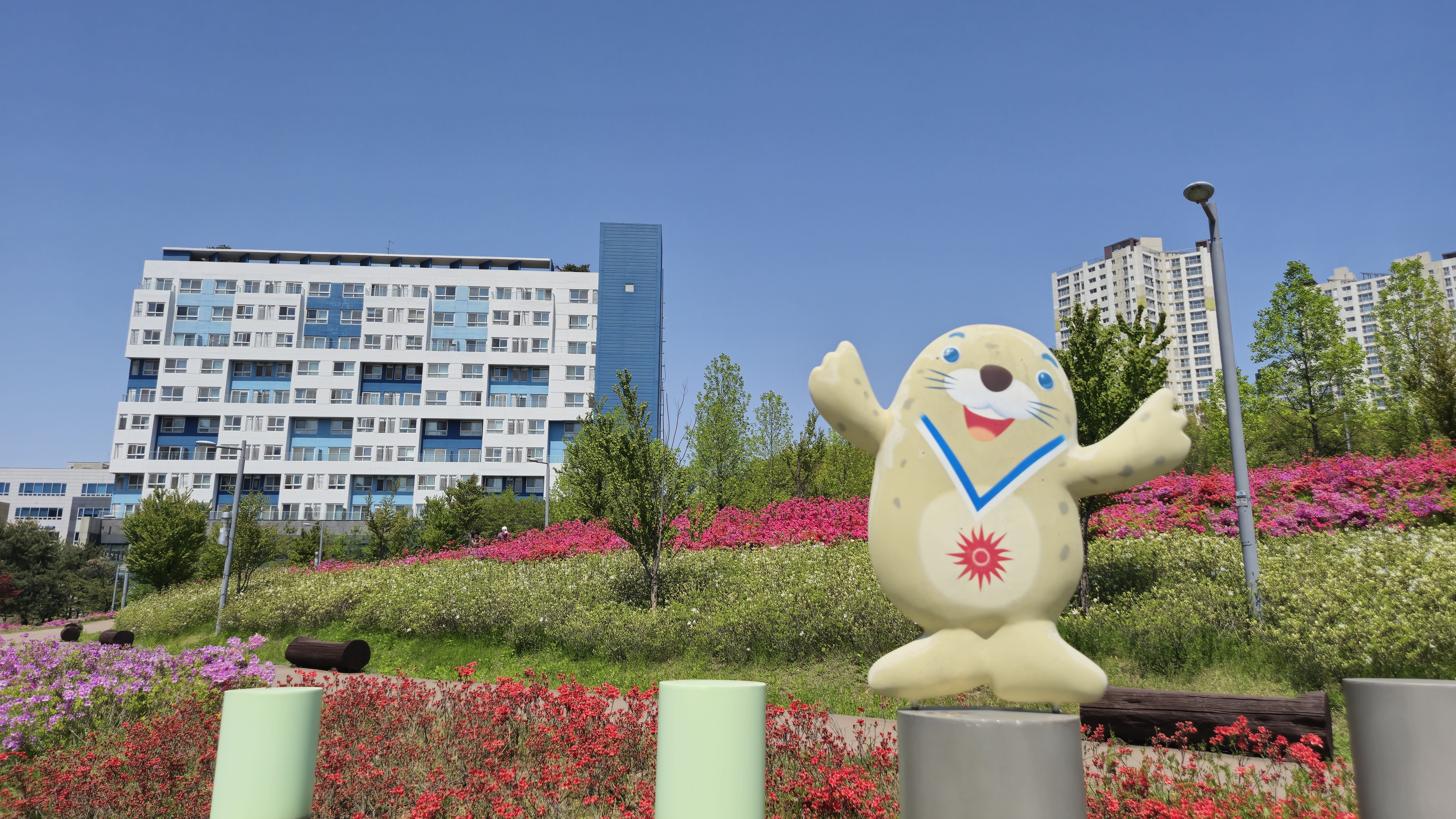
마스코트 비추온(구월아시아드선수촌근린공원)
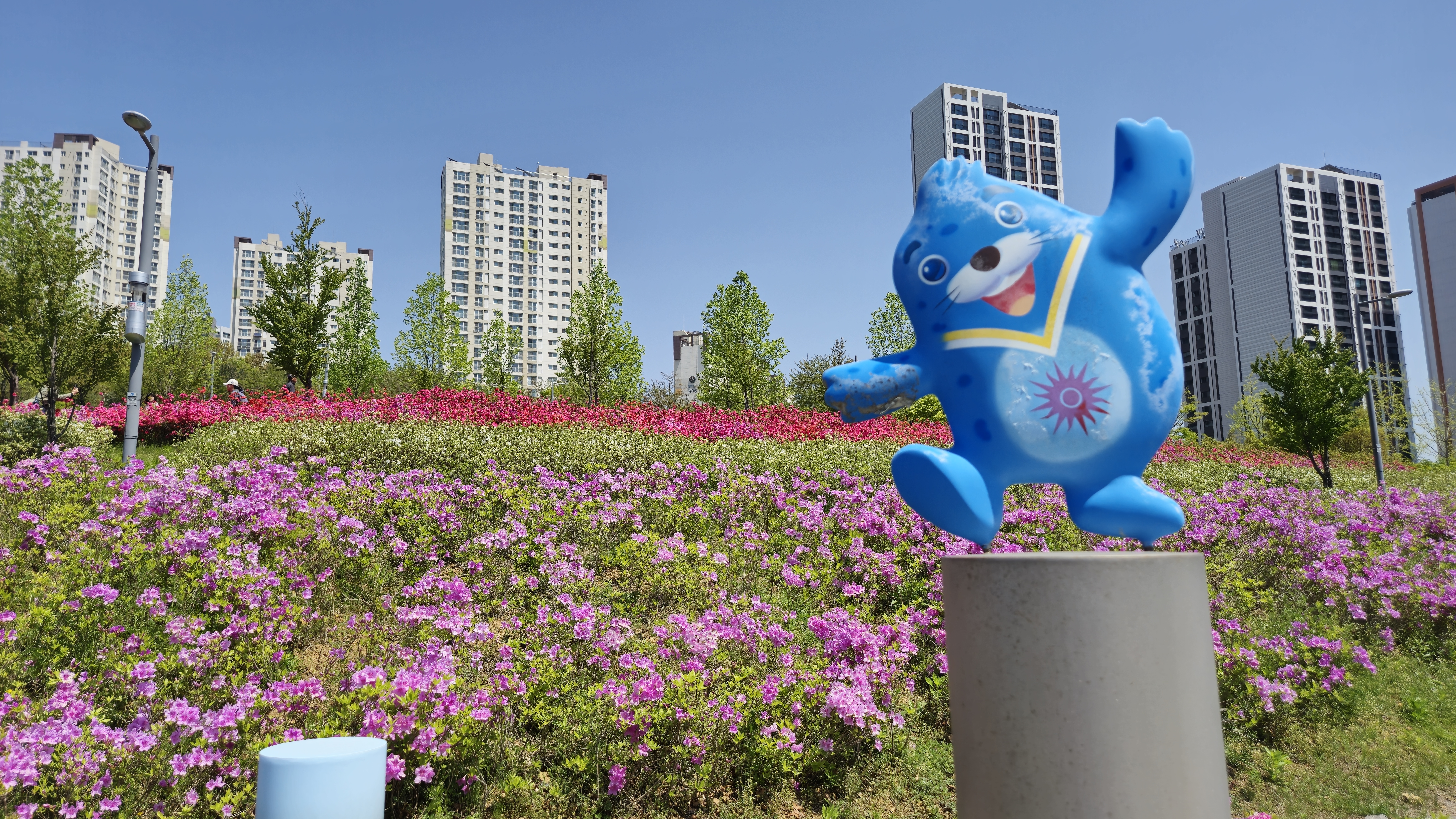
마스코트 바라메(구월아시아드선수촌근린공원)

- 기념장소 : 구월아시아드선수촌근린공원

## 같이 보기
- 2013년 실내 무도 아시안 게임
- 2014년 장애인 아시안 게임
- 2014인천아시아경기대회조직위원회